# Garber (Oklahoma)
Garber é uma cidade localizada no estado norte-americano de Oklahoma, no Condado de Garfield.

## Demografia
Segundo o censo norte-americano de 2000, a sua população era de 845 habitantes.
Em 2006, foi estimada uma população de 799, um decréscimo de 46 (-5.4%).

## Geografia
De acordo com o United States Census Bureau tem uma área de
1,3 km², dos quais 1,3 km² cobertos por terra e 0,0 km² cobertos por água. Garber localiza-se a aproximadamente 359 m acima do nível do mar.

## Localidades na vizinhança
O diagrama seguinte representa as localidades num raio de 20 km ao redor de Garber.